# George Robert Stow Mead
George Robert Stowe Mead (22 de Março de 1863 - 28 de Setembro de 1933) foi um escritor, editor, tradutor, esoterista e um influente membro da Sociedade Teosófica.

## Biografia
Nasceu em Nuneaton, Warwickshire, Inglaterra em uma família de militares e estudou no The King's School em Rochester e no St John's College em Cambridge.
Mead se tornou membro da Sociedade Teosófica em 1884. Ele deixou o magistério em letras em 1889 e se tornou o secretário pessoal de Helena Blavatsky, o qual permaneceu até a morte dela em 1891. Durante este tempo foi também editor assistente da revista teosófica mensal Lucifer. Quando se tornou o editor renomeou-a para The Theosophical Review.
Após a morte de Blavatsky, inconformado com os rumos que a Sociedade Teosófica estava tomando sob a presidência de Annie Besant, veio a sair desta, assim como vários teósofos. Também foi um dos advogados de acusação no inquérito de Charles Leadbeater por pedofilia. Após a saída fundou a Quest Society e a revista The Quest para continuar seus estudos esotéricos.
Posteriormente, Carl Jung fez-lhe uma visita para agradecer as suas traduções de documentos gnósticos.

## Obras
- Simon Magus (1892)
- Orpheus (1895/6)
- Pistis Sophia Pistis Sophia (1896, 1921 ed).
- Fragments of a Faith Forgotten (London and Benares, 1900)
- Apolônio de Tíana, 1901.
- Thrice Great Hermes: Studies in Hellenistic Theosophy and Gnosis, 3 Volumes (London: Theosophical Publishing Society, 1906)
- Corpus Hermeticum
- The Hymns of Hermes
- The Gnosis of the Mind
- The Outer Evidence as to the Authority and Authorship of the Gospels
- Commentary on the Pymander
- The Synoptical Problem
- The Fourth Gospel Problem
- Introduction to Pistis Sophia
- Fragments of a Faith Forgotten (London and Benares, 1900; 3rd edition 1931): pp. 241- 249 Introduction to Marcion
- Gnostic John the Baptizer: Selections from the Mandæan John-Book (1924)
- Did Jesus Live 100 BC?
- Address read at H.P. Blavatsky's cremation
- Concerning H.P.B.
- Doctrine of the Subtle Body in Western Tradition
- G. R. S. Mead (ed. por Wagner Veneziani Costa: Madras Editora, "Mestres do Esoterismo Ocidental", 2007).